# Szczecin Niebuszewo (stacja kolejowa)
Szczecin Niebuszewo (do 1945 r. niem. Stettin Zabelsdorf) – dworzec kolejowy położony przy ul. Elizy Orzeszkowej 28a przy granicy osiedla Niebuszewo-Bolinko z Niebuszewem w Szczecinie. Znajduje się na nieczynnej dla ruchu pasażerskiego linii do Trzebieży. W pobliżu wiaduktu ul. Z. Krasińskiego znajduje się nastawnia „SN”.
Zespół budynków dworca wraz z placem przydworcowym jest wpisany do rejestru zabytków.

## Informacje ogólne

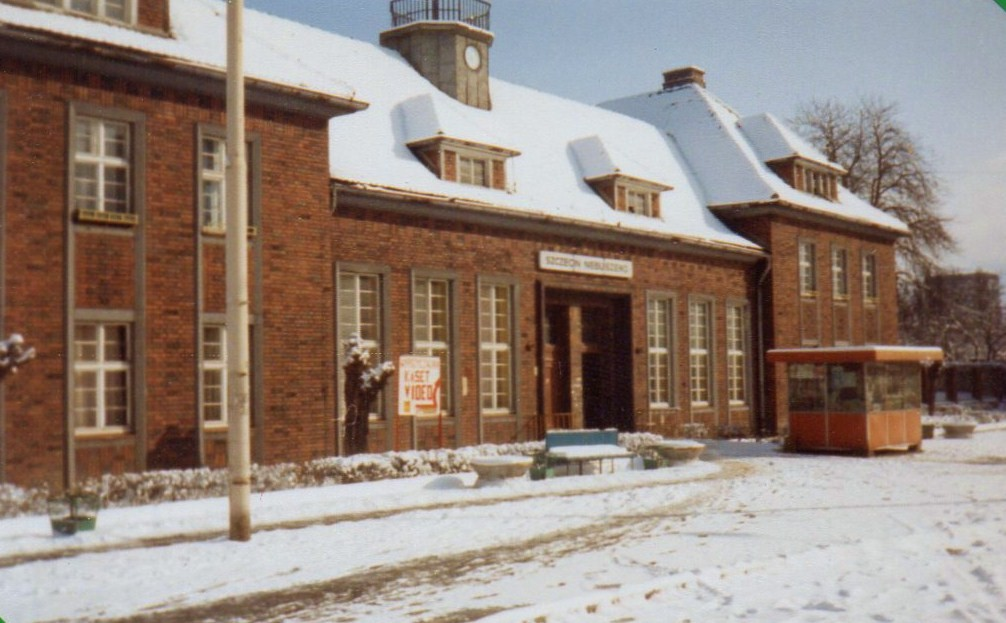
Fragment budynku dworca w 1992 r.

Obecny budynek dworca został zbudowany w 1927 roku. Linia kolejowa dzieli Niebuszewo pomiędzy dwie dzielnice: Śródmieście (część południowa) i Północ (część północna). Do roku 1998 była stacją początkową dla wielu pociągów osobowych i pospiesznych. Po zamknięciu linii w kierunku Polic dla ruchu pasażerskiego 30 września 2002 roku, pełni tylko funkcję dworca towarowego. Z Niebuszewa prowadzi także bocznica do ładowni Szczecin Grabowo. Najbliższy przystanek ZDiTM to „Dworzec Niebuszewo” – pętla tramwajowa linii 2 i 12. Oprócz tego nieopodal stacji zlokalizowano przystanek autobusowy dla linii nr 51, 78 i 87. Po 2002 roku budynek adaptowano do celów handlowo-usługowych.

## Plany na przyszłość
Wraz z odświeżeniem koncepcji Szczecińskiej Kolei Metropolitalnej stacja ma zostać przywrócona do funkcjonowania. Pociągi rozpoczynałyby bieg w Policach, a Niebuszewo byłoby ważnym węzłem przesiadkowym. Miałyby tu powstać parkingi dla samochodów (P+R) i dodatkowe przystanki tramwajowe i autobusowe. W ramach modernizacji stacji Szczecin Niebuszewo planowane jest m.in.: dobudowanie drugiego peronu, przedłużenie istniejącego przejścia podziemnego, budowa drugiego przejścia podziemnego oraz zainstalowanie wind łączących tunele z peronami. Równolegle z remontem stacji kolejowej miałaby zostać wykonana przebudowa układu drogowego i pętli tramwajowej oraz budowa pętli autobusowej. Planowane jest pozostawienie obecnej nazwy stacji bez zmian.
W ramach projektu Szczecińskiej Kolei Metropolitalnej, po północnej stronie dworca miała zostać zbudowana pętla autobusowa. W 2019 r. władze Szczecina poinformowały, że z powodu zmniejszenia finansowania przedsięwzięcia pętla autobusowa nie powstanie.

## Galeria

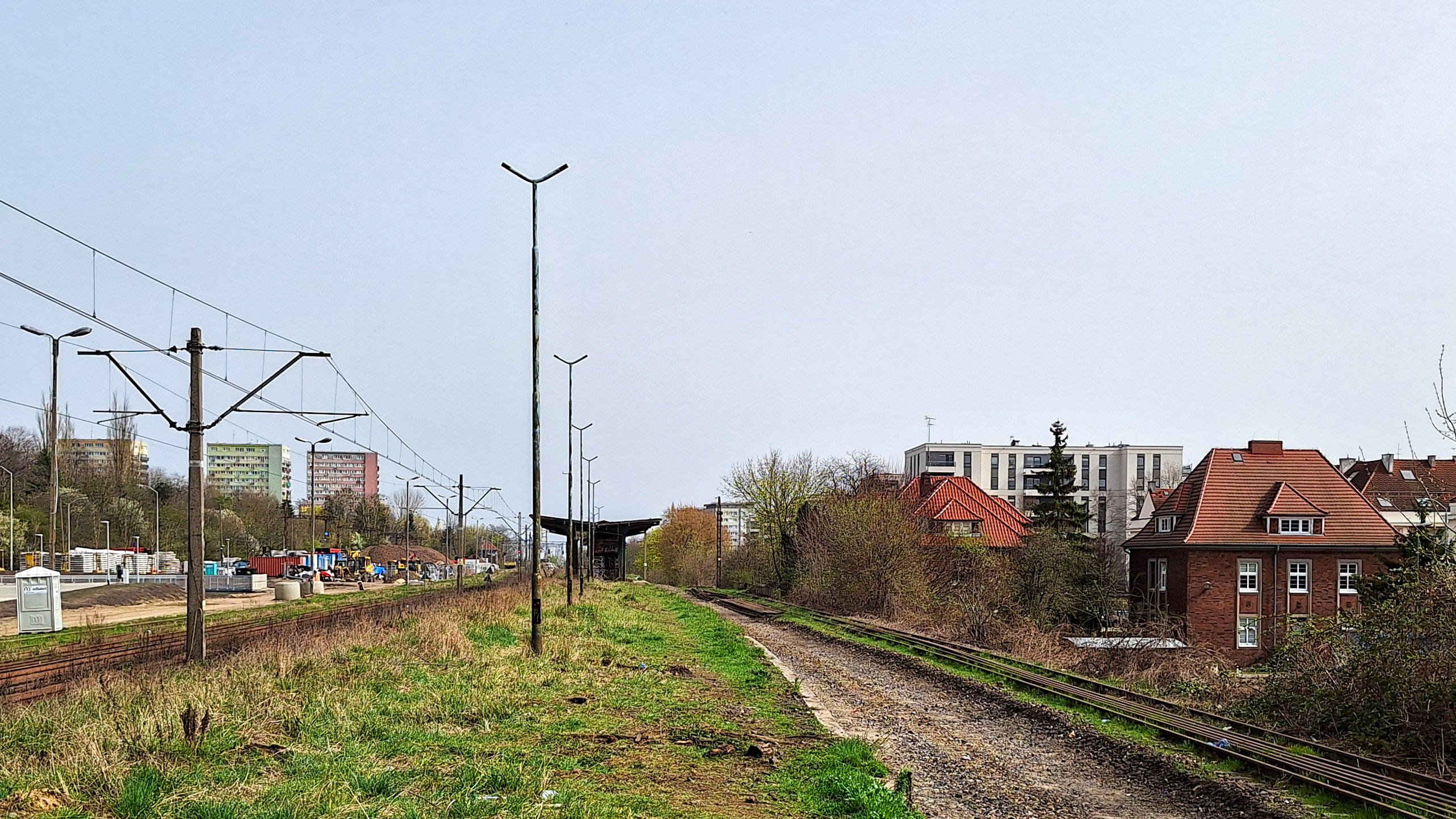
Peron stacyjny
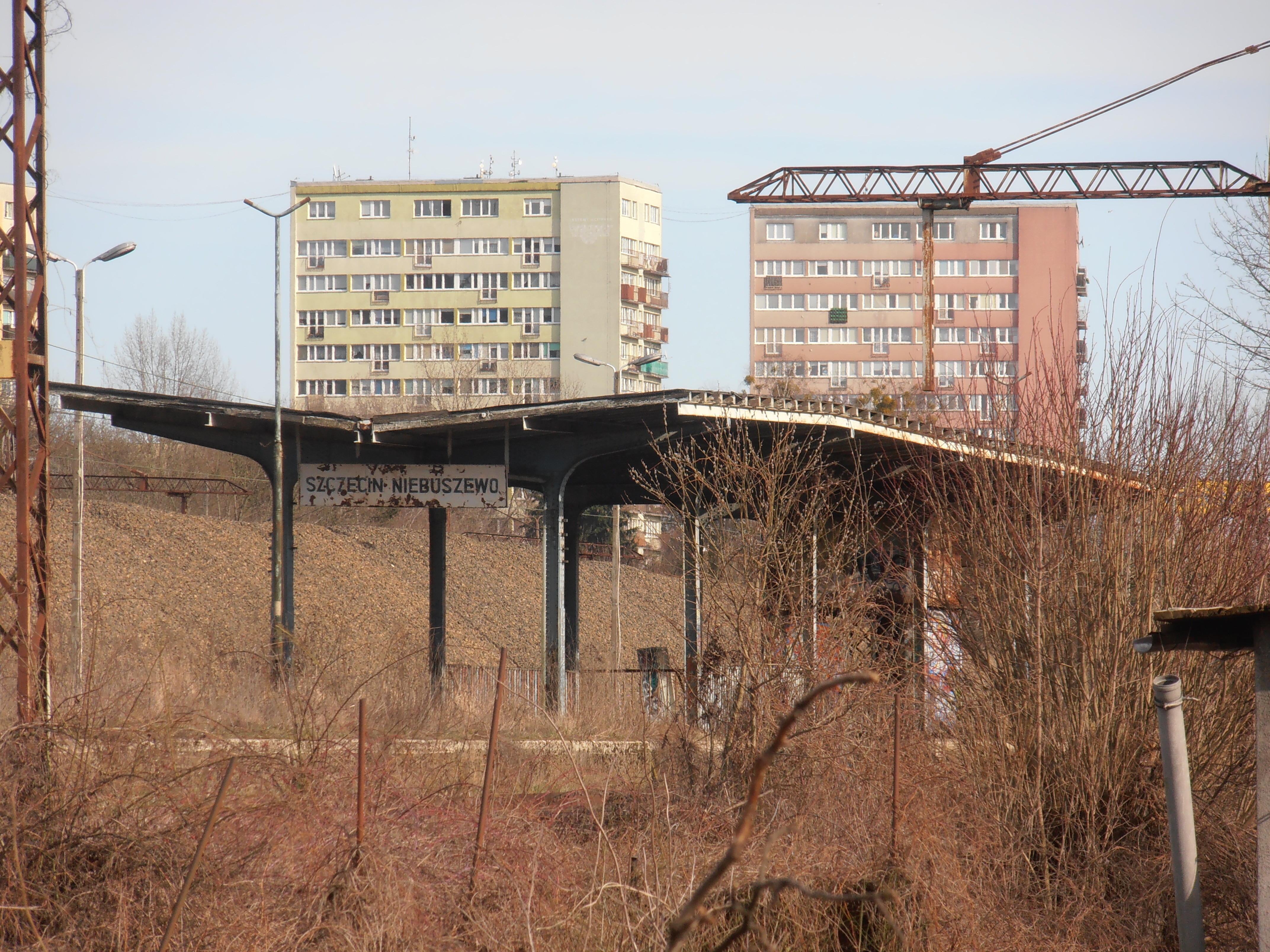
Zabytkowa wiata peronowa
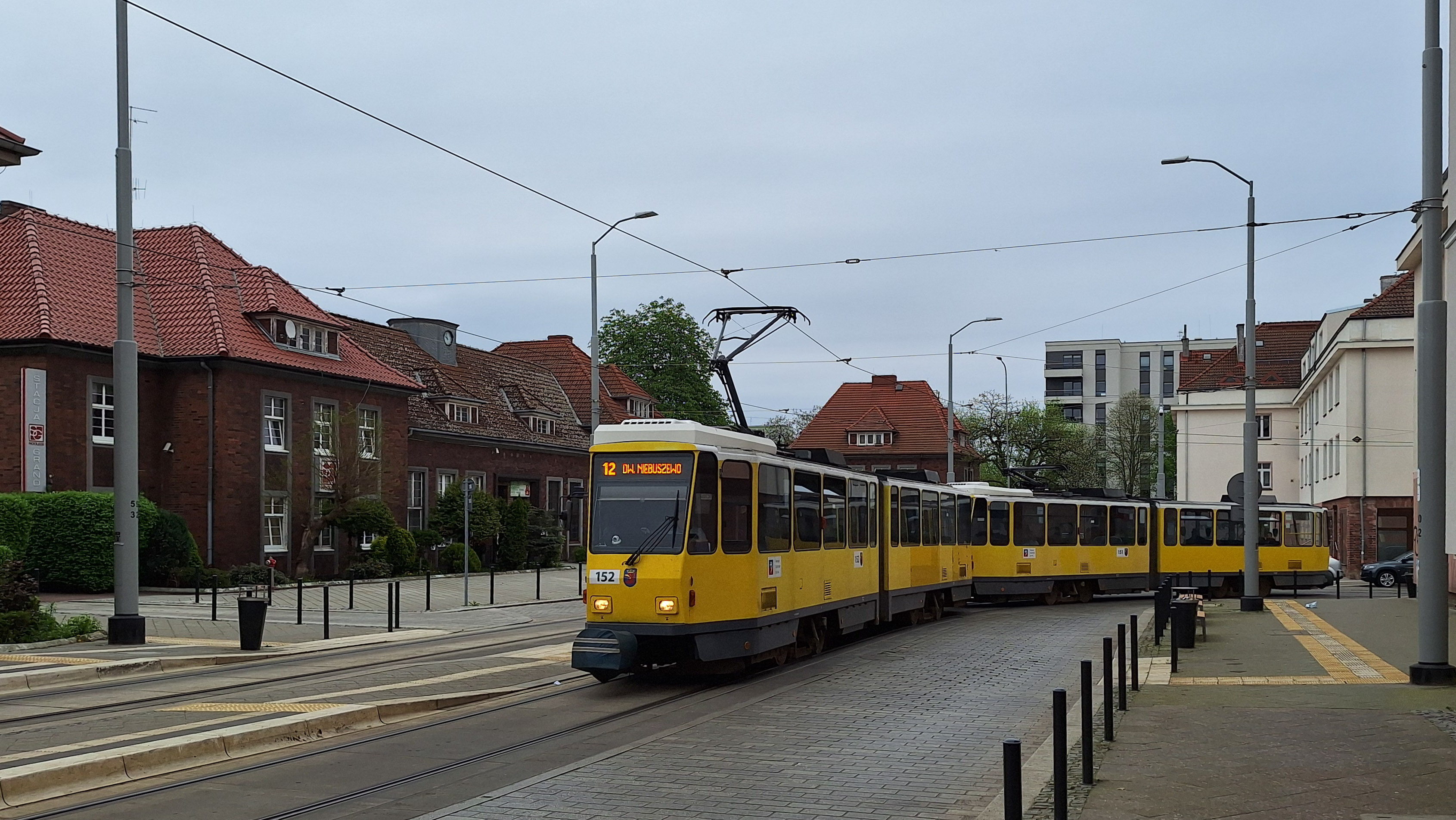
Skład tramwajów Tatra KT4DtM wjeżdża na pętlę przed budynkiem dworca

| Szczecin Niebuszewo                                         |  |                                       |
| Linia 406 Szczecin Główny – Trzebież Szczeciński (8,311 km) |  |                                       |
| Szczecin Łęknoodległość: 2,262 km                           |  | Szczecin Drzetowo odległość: 1,114 km |
| Linia Szczecin Niebuszewo – Szczecin Grabowo (0,000 km)     |  |                                       |
|                                                             |  | Szczecin Grabowo odległość: 1,495 km  |